# Пятый суд
Пятый суд (исл. Fimmtardómur, [ˈfɪmːtar̥ˌtouːmʏr̥]) — верховный суд Исландии действовавший в стране с 1015 по 1262 год в эпоху народовластия.
С 965 года Исландия была разделена на четыре судебные части (четверти). В каждой из четвертей было несколько судов низшей инстанции, так называемых судов весеннего тинга, и один апелляционный четвертной суд, состоящий из 36 судей. Высшей инстанцией для четвертных судов был Законодательный суд, сочетавший в себе одновременно функции органа высшей законодательной и судебной власти. В начале XI века Альтинг решил создать отдельный высший судебный орган, чтобы способствовать правовому единству в стране и освободить законоговорителей Альтинга от обременительных судебных функций. Таким образом в 1015 году по решению Альтинга возник Пятый суд.
Пятый суд, юрисдикция которого распространялась на весь остров, служил высшей инстанцией для всех дел уже рассмотренных в одном из четвертных судов. В Пятом суде заседали 48 судей назначенных Альтингом, но только 36 из них участвовали в рассмотрении дела, так как каждая сторона могла удалить из состава суда 6 человек. Исход дела решало большинство голосов судей. Заседал Пятый суд заседал в Лёгрьетте на Тингведлир. Такой порядок работы Пятого суда сохранялся на протяжении всей эпохи народовластия, вплоть до 1262–1264 годов, когда Исландия перешла под власть норвежской короны и восстановленный Законодательный суд снова стал высшим судом Исландии.
Пятый суд работал и выносил свои решения на основании законов Граугауса — сборника правовых норм и юридических  комментариев к ним. С X века Граугаус существовал в устной форме, а зимой 1117-1118 года появилась его первая рукопись.
Исландский ученый, профессор Исландского университета Сигюрдюр Нордаль говорил о Пятом суде:

С введением Пятого суда развитие судебной системы Исландии было завершено и достигло того совершенства, которое было уникальным для своего времени. Дела могли рассматриваться в судах трех инстанций — суде весеннего тинга [первая инстанция], четвертном суде [апелляционная инстанция] и Пятом суде [высшая инстанция], и каждое дело могло быть урегулировано в законном порядке судом. Это демонстрировало растущее доверие исландского общества к верховенству закона, люди научились соглашаться с законом и подчиняться решению суда. Вскоре после появления Пятого суда поединки ушли в прошлое, а исходом конфликта стал считаться не исход поединка, а постановление суда... Пятый суд стал краеугольным камнем древней национальной системы.
Оригинальный текст (исланд.)Með setningu fimmtardóms var þróun hinnar íslenzku dómskipunar lokið, og hún hafði náð fullkomnun, sem einstæð var á þeim tímum. Mál gátu gengið í gegnum þrjú dómstig, vorþingsdóm, fórðungsdóm og fimmtardóm, og unnt var að fá hvert mál útkljáð með dómi, þótt ekki fengist einróma niðurstaða. Það sýndi vaxandi traust almennings á lögum og rétti, að menn skyldu sætta sig við það, eftir reynslu þriggja aldarfjórðunga, að hlíta meiri hluta dómi. Skömmu eftir að fimmtardómur var settur voru hólmgöngur úr lögum numdar sem réttarúrskurður. ... Hann var hvolfsteinn hins forna þjóðskipulags.